# Són Weissman
Són Zalman Weissman (héberül: שון וייסמן, a nyugati sportsajtóban Shon vagy Sean Weissmann, Haifa, 1996. február 14. –) izraeli válogatott labdarúgó, a spanyol Real Valladolid játékosa.
A Makkabi Haifa akadémiáján nevelkedő Weissman 2014-ben debütált a felnőtt csapatban, majd miután többször is kölcsönadták őt más izraeli csapatoknak, a 2019–2020-as szezonban a Wolfsberger AC csapatában az osztrák Bundesliga gólkirálya lett.
Az izraeli válogatottban 2019-ben mutatkozott be.

## Pályafutása

### Klubcsapatokban
Pályafutását szülővárosának csapatában, a Makkabi Haifában kezdte. 2014 januárjában mutatkozott be az izraeli első osztályban, azaz a Ligat háAlban egy Hapóél Beér-Seva elleni bajnokin. A szezon során összesen tíz alkalommal kapott játéklehetőséget, azonban az ezt követő 2015–2016-os bajnokságban csak két mérkőzést játszott a Makkabiban.
2015 augusztusában a Hapóél Akko vette kölcsön a szezon végéig. Tizennyolc bajnokin lépett pályára a klub színeiben, gólt nem szerzett. A 2016–2017-es idényt a másodosztályú Makkabi Netánjá együttesénél töltötte kölcsönben, és 21 bajnokin 12 gólt szerezve segítette bajnoki címhez és feljutáshoz a csapatot.
2017 augusztusában a szintén első osztályú Íróní Kirjat Smóná igazolta le, ugyancsak kölcsönbe.
Miután kölcsönszerződése lejárt, visszatért a Makkabi Haifához, ahol ezúttal az első csapatnál számítottak a játékára. Augusztus 26-án, a Makkabi Tel-Aviv ellen játszotta első bajnokiját, első gólját pedig szeptember 1-jén szerezte az Asdód ellen. Összesen 25 alkalommal lépett pályára a szezon során és nyolc gólt ért el.
2019. június 26-án kétéves szerződést írt alá az osztrák élvonalban szereplő Wolfsberger AC csapatához. Augusztus 17-én négy gólt szerzett a Mattersburg elleni 5–0-s győzelem alkalmával.
Szeptember 19-én az Európa-ligában is eredményes volt, ő szerezte csapata első gólját a Borussia Mönchengladbach ellen. A Wolfsberger 4–0-ra győzött.
A 2019–2020-as Bundesliga kiírásában összesen 30 gólt szerzett, és ő lett a bajnokság gólkirálya.
2020. augusztus 31-én a spanyol másodosztályú Real Valladolid 2024 nyaráig szóló szerződést kötött vele. Négymillió eurós vételárával ő lett a klub történetének legdrágább igazolása.

### A válogatottban
2019. szeptember 19-én mutatkozott be az izraeli válogatottban, a Szlovénia elleni Európa-bajnoki selejtező 61. perében csereként beállva.

## Magánélete
Izraelben, Haifa városában született askenázi zsidó családban.

## Sikerei, díjai
Makkabi Netánjá
- Izraeli másodosztály, bajnok: 2016–17

Egyéni elismerései
- Az osztrák bajnokság gólkirálya: 2019–20[11]